# Acacia sphacellata
Acacia sphacellata är en ärtväxtart som beskrevs av George Bentham. Acacia sphacellata ingår i släktet akacior, och familjen ärtväxter.

## Underarter
Arten delas in i följande underarter:
- A. s. recurva
- A. s. sphacellata
- A. s. verticillata